# ローリー・ナッシュ

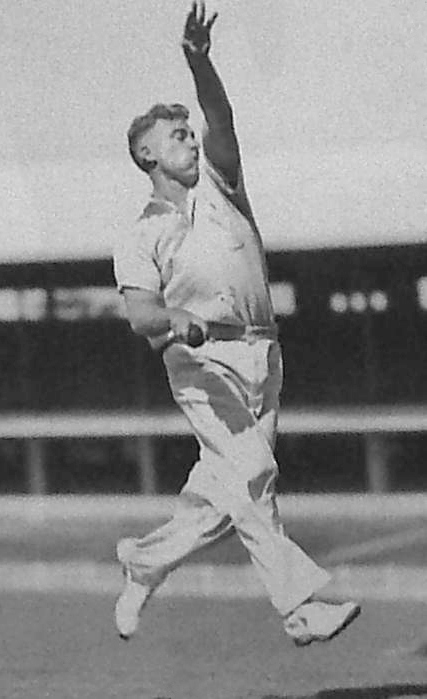
ローリー・ナッシュ

ローレンス・ジョン・(ローリー・)ナッシュ（Laurence John (Laurie) Nash、1905年12月20日 - 1992年10月6日）は、オーストラリアのビクトリア州フィッツロイ出身のテストクリケット選手、オーストラリアンフットボール選手。彼の父親もロバート・ナッシュもオーストラリアンフットボールの選手でコリングウッド・フットボールクラブのキャプテンを務めたこともあった。彼の父は兼業していた警察官の仕事をストライキを行ったことにより解雇され、タスマニアでホテルの経営をすることになり家族ごとタスマニアへと引っ越した。